# Tyrolean Jet Services
Tyrolean Jet Services és un operador aeri austríac amb seu a Innsbruck. Fou fundat el 1978 com a primer operador aeri executiu del país, operant avions de negocis per al Departament de Vols Corporatius de Swarovski i per a clients del mercat mundial de vols xàrter.
A abril del 2018, la seva flota es componia dels cinc aparells següents:
- 1 Airbus ACJ 319 (OE-LIP)
- 1 Bombardier Global Express (OE-IEL)
- 2 Cessna Citation VII (OE-GLS, OE-GMG)
- 1 Gulfstream G550 (OE-IZI)